# Eleições estaduais de Bremen em 1959
As eleições estaduais de Bremen em 1959 foram realizadas a 11 de Outubro e, serviram para eleger os 100 deputados para o parlamento estadual.
O Partido Social-Democrata da Alemanha obteve um triunfo claro, obtendo mais de 54% dos votos, além de alargar a sua maioria parlamentar, ao obter 61 dos 100 deputados do parlamento estadual.
Quantos os restantes partidos, todos perderam votos em relação a 1955, com a União Democrata-Cristã a ficar-se pelos 14,8%, o Partido Alemão a obter 14,5% e, por fim, o Partido Democrático Liberal obteve 7,2% dos votos.
Após as eleições, apesar da maioria parlamentar, os social-democratas decidiram formar um governo de coligação com os liberais.

## Resultados Oficiais
| Partido      | Partido                                            | Votos   | %     | +/-   | Deputados | +/-     |
| ------------ | -------------------------------------------------- | ------- | ----- | ----- | --------- | ------- |
|              | Partido Social-Democrata                           | 210 808 | 54,9  | 7,1   | 61 / 100  | 9       |
|              | União Democrata-Cristã                             | 56 849  | 14,8  | 3,2   | 16 / 100  | 2       |
|              | Partido Alemão                                     | 55 647  | 14,5  | 2,1   | 16 / 100  | 2       |
|              | Partido Democrático Liberal                        | 27 450  | 7,2   | 1,4   | 7 / 100   | 1       |
|              | Partido do Reich Alemão                            | 14 689  | 3,8   | Novo  | 0 / 100   | Novo    |
|              | Associação de Eleitores contra o Armamento Nuclear | 10 153  | 2,6   | Novo  | 0 / 100   | Novo    |
|              | Bloco dos Refugiados e Expatriados                 | 7 238   | 1,9   | 1,0   | 0 / 100   | Estável |
|              | Outros                                             | 1 337   | 0,4   |       | 0 / 100   |         |
| Total        | Total                                              | 384 171 | 100   |       | 100 / 100 |         |
| Participação | Participação                                       |         | 79,2  | 4,8   |           |         |
| Fonte        | Fonte                                              | [ 1 ]   | [ 1 ] | [ 1 ] | [ 1 ]     | [ 1 ]   |